# The Passion 2020
The Passion 2020 was de tiende editie van The Passion, een Nederlands muzikaal-bijbels evenement dat jaarlijks op Witte Donderdag wordt gehouden, telkens op een andere locatie. Het evenement was gepland om op 9 april 2020 in Roermond gehouden te worden, op het Munsterplein. Het evenement moest echter worden aangepast vanwege de maatregelen die de Nederlandse overheid afkondigde in verband met de heersende coronaviruspandemie. Er werd een aangepaste livetelevisie-uitzending gemaakt vanuit het Media Park in Hilversum, uitgezonden door de EO en KRO-NCRV.

## Coronacrisis
Het was de bedoeling om de tiende editie van The Passion op te voeren in Roermond, op een podium op het Munsterplein. Als gevolg van de uitbraak van SARS-CoV-2 in Nederland kon dit geen doorgang vinden. De organisatie zocht half maart naar een alternatief, zoals een uitvoering zonder publiek. Er werd gekozen voor een televisie-uitzending waarin voornamelijk op vorige edities werd teruggeblikt. Presentator Johnny de Mol vertelde live vanuit het Media Park in Hilversum het lijdensverhaal, daarbij werden fragmenten van opvoeringen uit eerdere jaren getoond. Anne-Mar Zwart presenteerde de ‘processie‘ naast een stilstaand kruis. Kijkers konden digitaal ‘meelopen’ en berichten en video’s insturen. Het programma had als titel 10 jaar The Passion: 'Geef mij nu je angst'.

## Muzieknummers
De muzieknummers waren allen geselecteerd uit de negen voorgaande edities van The Passion.
| Titel                                                             | Oorspronkelijke artiest     | Gezongen door                                   | Jaar |
| ----------------------------------------------------------------- | --------------------------- | ----------------------------------------------- | ---- |
| Beter                                                             | BLØF                        | Dwight Dissels, Roel van Velzen en Omri Tindal  | 2017 |
| Hou vol hou vast                                                  | BLØF                        | Ellen ten Damme                                 | 2016 |
| Mag ik dan bij jou                                                | Claudia de Breij            | Jim de Groot en Jeroen van der Boom             | 2015 |
| Treur niet (Ode aan het leven)                                    | Diggy Dex en JW Roy         | Edwin Jonker                                    | 2019 |
| Heb het leven lief                                                | Liesbeth List               | Elske DeWall                                    | 2017 |
| Wit licht                                                         | Marco Borsato               | Jeroen van Koningsbrugge                        | 2015 |
| Tot jij mijn liefde voelt                                         | Van Dik Hout                | Danny de Munk                                   | 2012 |
| Zeg me dat het niet zo is                                         | Frank Boeijen Groep         | Do                                              | 2011 |
| Wat is mijn hart                                                  | Marco Borsato               | Danny de Munk en Charly Luske                   | 2012 |
| Zo stil                                                           | BLØF                        | Jim Bakkum                                      | 2013 |
| Zwart wit                                                         | Frank Boeijen Groep         | Jon van Eerd en Jim de Groot                    | 2015 |
| Wie heeft de zon uit jouw gezicht gehaald Ik leef m'n eigen leven | Herman van Veen André Hazes | Tommie Christiaan, Jeangu Macrooy en Brainpower | 2018 |
| Hou van mij                                                       | 3JS                         | Simone Kleinsma en Jan Dulles                   | 2014 |
| Voor jou                                                          | Marco Borsato               | Glennis Grace                                   | 2018 |
| Geef mij je angst                                                 | André Hazes                 | Syb van der Ploeg en kijkers                    | 2011 |

## Oorspronkelijk geplande uitvoering

### Voorgeschiedenis
Met verschillende steden werden gesprekken gevoerd omtrent het gastheerschap van The Passion in 2020. Zo deden onder meer Maastricht en Valkenburg een poging om het spektakel binnen te halen.
Uiteindelijk werd op 10 oktober 2019 bekendgemaakt dat The Passion in 2020 in Roermond zou plaatsvinden. Daarmee zou het de eerste keer zijn dat The Passion beneden de Grote rivieren zou plaatsvinden.
Het podium zou worden opgebouwd op het Munsterplein, waar ongeveer 9000 toeschouwers terecht konden. Omdat er meer toeschouwers werden verwacht, zouden de Markt (6000 toeschouwers) en het Stationsplein (4800 toeschouwers) ingericht als extra locaties. Op die twee locaties konden toeschouwers de televisie uitzending op een beeldscherm volgen. Ook zou de processie met het kruis langs de beide pleinen trekken.
Echter als gevolg van de maatregelen die werden genomen naar aanleiding van de uitbraak van SARS-CoV-2 in Nederland werd aanvankelijk gemeld dat het evenement niet in zijn traditionele vorm zou plaatsvinden. De organiserende partijen maakten op 16 maart 2020 bekend naar alternatieve invullingen te zullen kijken, zoals een uitvoering zonder publiek. Op 24 maart 2020 maakte de gemeente Roermond echter bekend dat het evenement in zijn geheel werd afgelast.

### Rollen
| Rol             | Naam                     |
| --------------- | ------------------------ |
| Jezus           | Tim Akkerman             |
| Maria           | Trijntje Oosterhuis      |
| Petrus          | Jan Kooijman             |
| Judas           | Soy Kroon                |
| Pilatus         | Roué Verveer             |
| Verteller       | Johnny de Mol            |
| Verslaggever    | Bert van Leeuwen         |
| Discipel        | Tooske Ragas             |
| Discipel        | Britt Scholte            |
| Discipel        | Emmely de Wilt           |
| Discipel        | Cas Wolters              |
| Discipel        | Chesron Sminia           |
| Discipel        | Michaël Gabriël          |
| Discipel        | Jurjen ten Brinke        |
| Discipel        | Yeliz Dogan              |
| Discipel        | Klaas van der Eerden     |
| Discipel        | Lucille Werner           |
| Discipel        | Anne Appelo              |
| Crimineel       | Pim Wessels              |
| Crimineel       | Pip Pellens              |
| Petrusherkenner | Rick Brink               |
| Petrusherkenner | Lisette Wellens          |
| Petrusherkenner | Victor Abeln             |
| Interviewer     | Tijs van den Brink       |
| Politieagent    | Dwight van van de Vijver |
| Politieagent    | Cas Jansen               |

### Muzieknummers
| Titel   | Oorspronkelijke artiest | Gezongen door             |
| ------- | ----------------------- | ------------------------- |
| IJskoud | Nielson                 | Tim Akkerman en Soy Kroon |